# مخزن (أسلحة نارية)
المخزن هو مكان تخزين الذخيرة في السلاح ,قد يكون ثابت على السلاح أو من الممكن فصله. يعمل المخزن بنقل الرصاص إلى غرفة النار من خلال عمل السلاح.
تتوفر مخازن الذخيرة بأشكال وأحجام متنوعة، بدءًا من المخازن الأنبوبية المتكاملة في بنادق الرافعة والمضخة وبنادق الصيد ، والتي تتسع لأكثر من خمس طلقات، وصولًا إلى المخازن الصندوقية القابلة للفصل ومخازن الأسطوانات للبنادق الآلية والرشاشات الخفيفة، والتي تتسع لأكثر من خمسين طلقة. تحظر ولايات قضائية مختلفة ما تُعرّفه بـ" المخازن عالية السعة ".

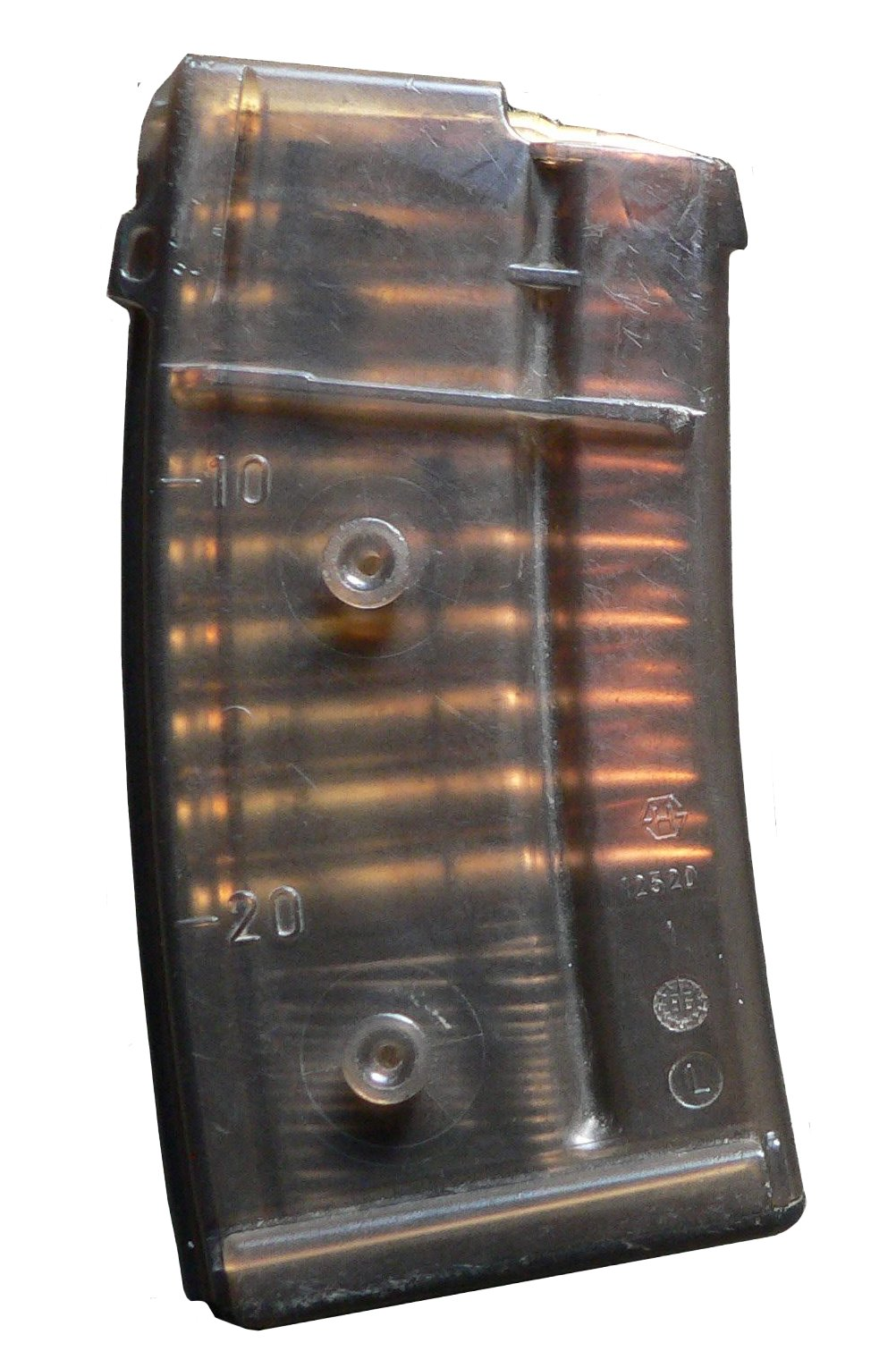
مخزن منفصل لسيج أس جي 550
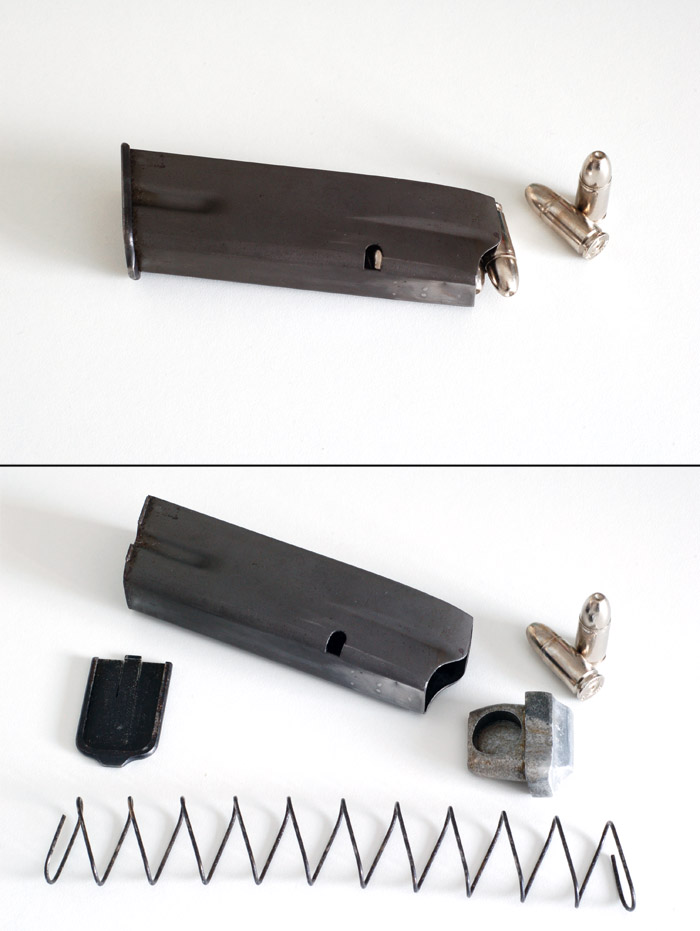
صورتين لمخزن مسدس براوينغ هاي باور الصورة الأول بالشكل التقليدي للمخزن والصورة الثانية للمخزن وهو مفكك إلى اجزاء
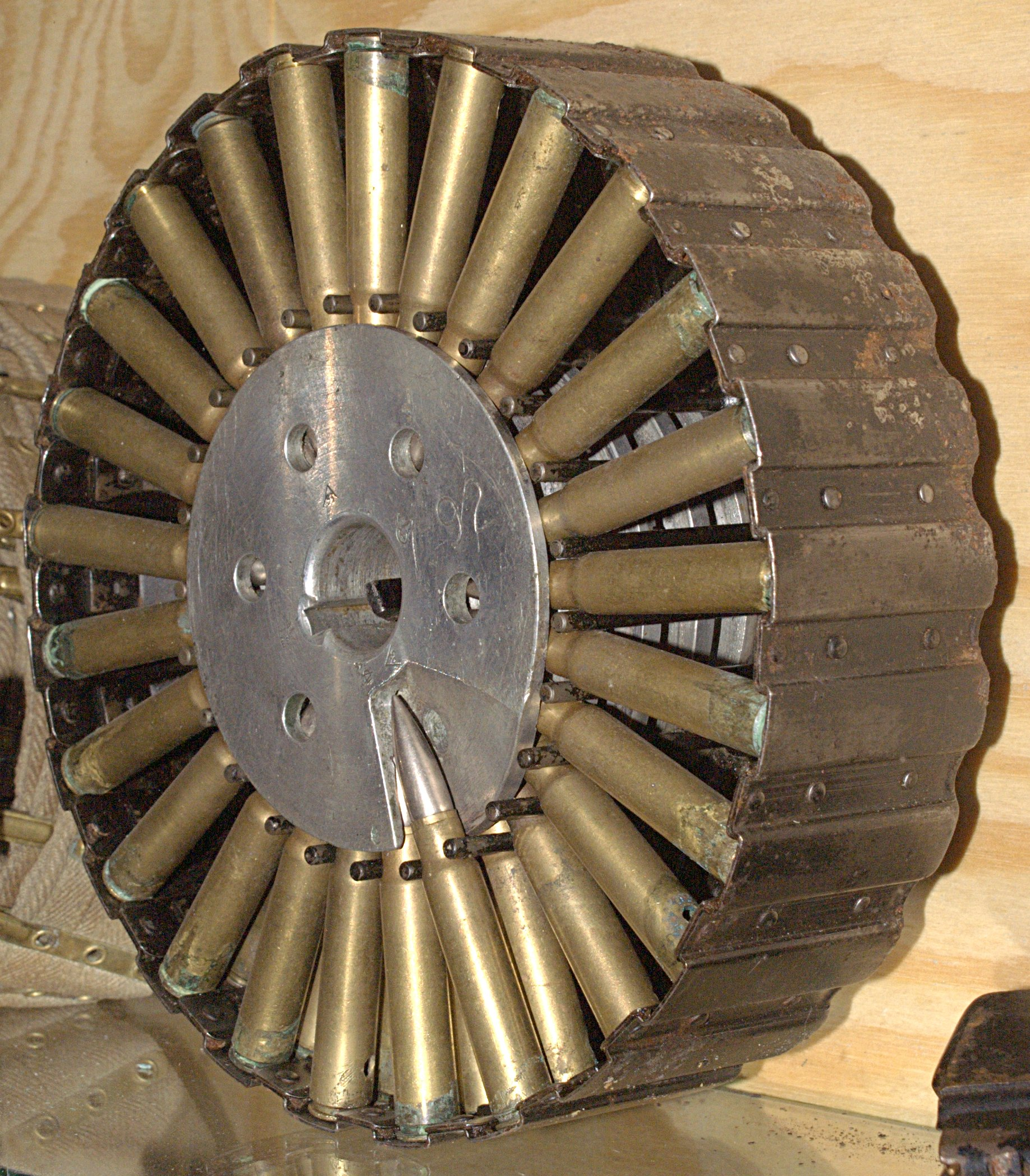
مخزن أسطواني
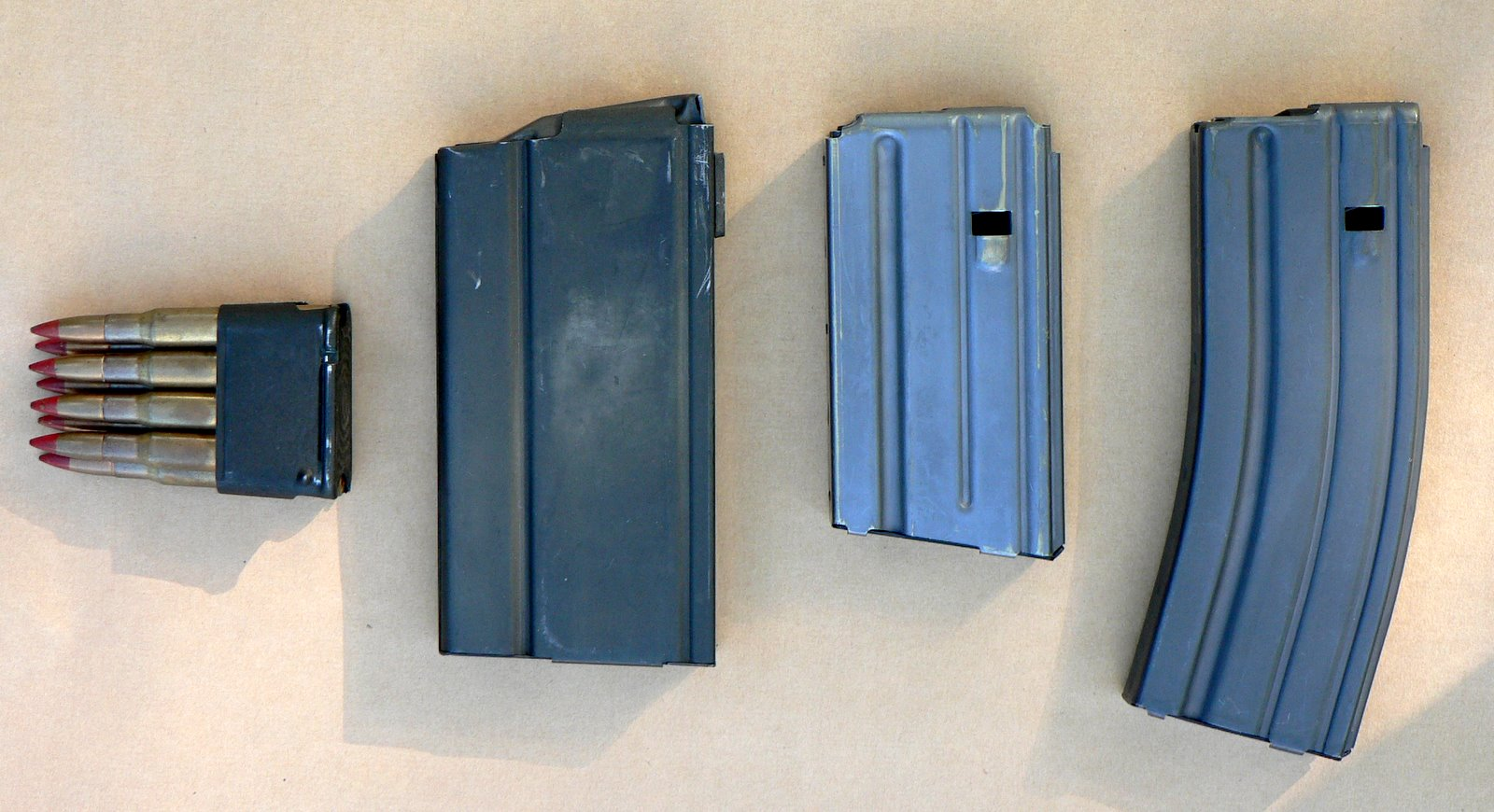
مخازن ذخيرة متنوعة